# Estación Colonia Alvear
Colonia Alvear Oeste era una estación ferroviaria ubicada en las afueras de la ciudad homónima, en el Departamento General Alvear, Provincia de Mendoza, Argentina.

## Historia
La estación fue inaugurada en 1907 por el Ferrocarril del Oeste y ese mismo año llega el primer tren a la estación, era una locomotora con un par de vagones, la que oficiaba de transporte de materiales para la obra de construcción de la vía férrea que llega a la estación de Colonia Alvear Oeste (Pueblo Luna).
Cinco años después se terminarían las obras de construcción de las estaciones y galpones de embarque de las estaciones locales del Ferrocarril Oeste, excepto la estación Carmensa que se inauguraría un año más tarde. Se da como fecha oficial de apertura del servicio de trenes en la estación, al 3 de diciembre de 1912, cuando arriba oficialmente el primer tren a la estación Colonia Alvear Oeste, del ferrocarril del Oeste, que salía de la Estación Once en Buenos Aires. 
En 1948, tras la nacionalización de los ferrocarriles, pasó a incorporarse al Ferrocarril Domingo Faustino Sarmiento. 
Fue clausurada para todo tipo de servicios el 5 de agosto de 1977,  ese mismo año partió el último tren de esta estación.

## Servicios
La estación era cabecera de los siguientes ramales:
- SM-40 (Colonia Alvear N. - Colonia Alvear O.)
- SM-41 (Colonia Alvear O. - Bowen)
- S-30 (Colonia Alvear O.. - Soitué)
- S-31 (Colonia Alvear O.. - Carmensa)

## Usos Actuales
Hoy la Estación de Ferrocarril alberga a la Oficina Municipal y en sus distintas dependencias se dictan en forma totalmente gratuita, diferentes cursos para niños, jóvenes y adultos.

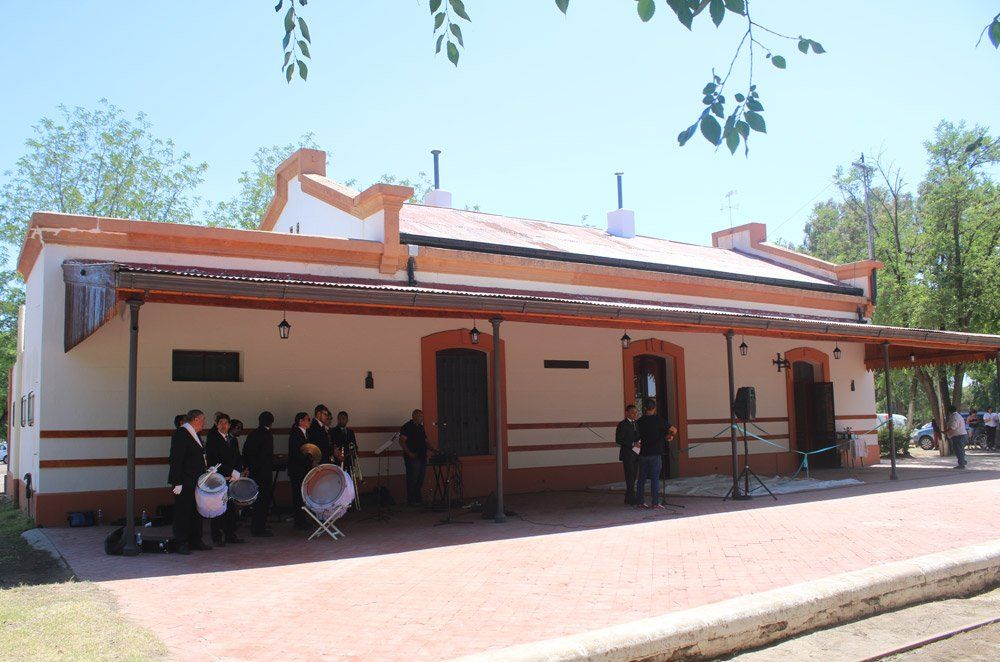
La estación durante su aniversario 104.º